# أوكيكي أفولابي
أوكيكي أفولابي (بالإنجليزية: Okiki Afolabi)‏ (12 ديسمبر 1994 بإبادان في نيجيريا - ) هو لاعب كرة قدم نيجيري في مركز الهجوم.
لعب لصالح عدة أندية عراقية.